# Caecum amaltheanum
Caecum amaltheanum is een slakkensoort uit de familie van de Caecidae. De wetenschappelijke naam van de soort is voor het eerst geldig gepubliceerd in 1899 door Hedley.